# Dhanegaon
Dhanegaon es una ciudad censal situada en el distrito de Nanded en el estado de Maharashtra (India). Su población es de 9809 habitantes (2011). Se encuentra a 10 km de Nanded Waghala.

## Demografía
Según el censo de 2011 la población de Dhanegaon era de 9809 habitantes, de los cuales 5049 eran hombres y 4760 eran mujeres. Dhanegaon tiene una tasa media de alfabetización del 78,37%, inferior a la media estatal del 82,34%: la alfabetización masculina es del 86,51%, y la alfabetización femenina del 69,78%.